# Żurawinowate
Żurawinowate (Oxycoccaceae) – rodzina roślin okrytonasiennych wyróżniona w niektórych systemach klasyfikacyjnych. Zgodnie z systemem APG III z 2009 rodzina nie wyróżniana i nawet jedyny zaliczany tu wcześniej rodzaj – żurawina (Oxycoccus) – włączony został do innego – borówki (Vaccinium) z rodziny wrzosowatych (Ericaceae).

## Systematyka
Pozycja w systemie Reveala (1993–1999)
Gromada okrytonasienne (Magnoliophyta Cronquist, podgromada Magnoliophytina Frohne & U. Jensen ex Reveal, klasa Rosopsida Batsch, podklasa ukęślowe (Dilleniidae Takht. ex Reveal & Tahkt.), nadrząd Ericanae Takht., rząd wrzosowce (Ericales Dumort.), podrząd Ericineae Burnett, rodzina żurawinowate (Oxycoccaceae A. Kern.). 
Według Reveala rodzina jest monotypowa, należy do niej jeden tylko rodzaj – żurawina (Oxycoccus Hill).